# Кокино (мегалитна обсерватория)
Ко̀кино (на македонска литературна норма: Кокино), научно название Скално светилище Татикев камен, е мегалитна обсерватория в Северна Македония. Обектът е обявен за паметник на културата с изключително значение.

## Местоположение
Намира се в община Старо Нагоричане, на около 50 km разстояние по права линия от Скопие, на 35 km от Куманово, на връх Татичев камък. Наречена е на най-близкото село в региона – Кокино. До археологическия обект се стига по тесен асфалтов път, а последните 500 m към т.нар. „обсерватория“ при връх Татичев камък се изминават пеша. Тя е разположена на скалния масив при самия връх, на надморска височина от 1030 m и обхваща площ от 5000 квадратни метра.

## Откритие
Обсерваторията е случайно открита през 2001 г. Година по-късно стартират изследванията организирани от Народния музей в Куманово.

## Датиране
Тя е датирана към 1800 година пр. Хр., т.е. ранната Бронзова епоха (ХIV – ХII в. пр. Хр.)

## Археоастрономическо проучване
През 2003 г. от българския археоастроном доц. Алексей Стоев, а впоследствие от Гьоре Ценев (от Астрономическата обсерватория в Скопие) се провеждат съответните проучвания при които са открити маркери за лятното слънцестоене, равноденствието, голямото и малкото луностояние. Локализирана е площадката за наблюдение – издялана в скалата форма и т.нар. „трон“ оформен в скалите.

## Описание и особености
Мегалитната обсерватория се намира на неовулканичен хълм. Скалите са се формирали от втвърдяването на лавата, която е изтекла от вулканичен кратер. Времето и ерозията направили процепи и част от тези процепи са основните маркери, които са използвани от древните обитатели на мястото за следене циклите на слънцето и луната и отмерване на времето.
Каменните маркировки в миналото са обозначавали местата за изгряване на слънцето в дните на равноденствия и слънцестояния, както и максималните отсояния на луната, които се повтарят през 18.6 г. (т.н. „драконическа година“). Вероятно някои членове на племенните общности имали задачата ежедневно да следят движението на небесните тела и да правят календари за определяне на дните за ритуалните обреди, както и за започване на сезонните работи в земеделието и животновъдството. Обсерваторията е разположена на две скалисти платформи, от които се следели планетите. На горната платформа са открити следи от няколко сгради и части от керамика.
Според заключението на археолозите на обекта Татичев камък всъщност не е имало жилища, а обсерваторията същевременно е била и светилище. В процепите между скалите са оставяни предмети, предназначени за дар на боговете. На обекта се наблюдава и скално образувание във вид на трон, където вероятно са седели старейшините на племето, за да наблюдават изгревите и залезите на слънцето в определени дни от годината. Находките, открити на място, дават основание обсерваторията се датира в късната бронзова епоха (XV – XII век пр. Хр.), т.е. от времето на възхода на тракийския Перперек. Според българския археолог доц. Николай Овчаров мегалитният трон, регистриран при Татичев камък, е аналогичен на открития в рамките на археологическия обект Перперикон трон (тази хипотеза не е потвърдена от допълнително научно проучване).

## Спорни класификации
Популяризираща презентация направена от НАСА упоменава наблюдателната площадка край село Кокино в илюстративен списък за „древни наблюдателни локации“ след Абу Симбел в Египет, Стоунхендж във Великобритания и Ангкор Ват в Камбоджа.
Макар списъкът да изтъква широкото разпространение (а не хронология или значимост), по-късно този факт се ползва като аргумент в мотивировката за включването на обекта в Списъка на световното наследство на ЮНЕСКО, а също и в публикации с претенции за академичност (напр. от Гьоре Ценев).
В публикувания през 2004 „Macedonia The Bradt Travel Guide“, авторката Тами Евънс цитира свое проучване, според което „изследователи или представители на НАСА никога не са посещавали и изследвали обекта“.

## Галерия
- Поглед на юг
- Тронът
- Тронът (фрагмент от площадката)
- Маркер (процеп)
- Вулканични скали
- Менхири
- Изгревът на Слънцето при обсерваторията
- Звездното небе над обсерваторията
- Звездното небе над обсерваторията
- Звездното небе над обсерваторията
- Звездното небе над обсерваторията
- Поглед на югозапад от обсерваторията
- Оформените в скалите площадки